# 増岡浩
増岡 浩（ますおか ひろし、1960年3月13日 - ）は、日本のラリードライバー。埼玉県入間市出身。
三菱自動車工業のワークス・チーム「ラリーアート」に所属し、長年に渡ってラリー競技の最高峰『ダカール・ラリー』に参戦。2002年・2003年には日本人初の総合優勝2連覇を果たした。

## 略歴
埼玉県入間市出身・在住。埼玉県立狭山工業高等学校を卒業。1982年に三菱自動車工業傘下「ラリーアート」に入社。

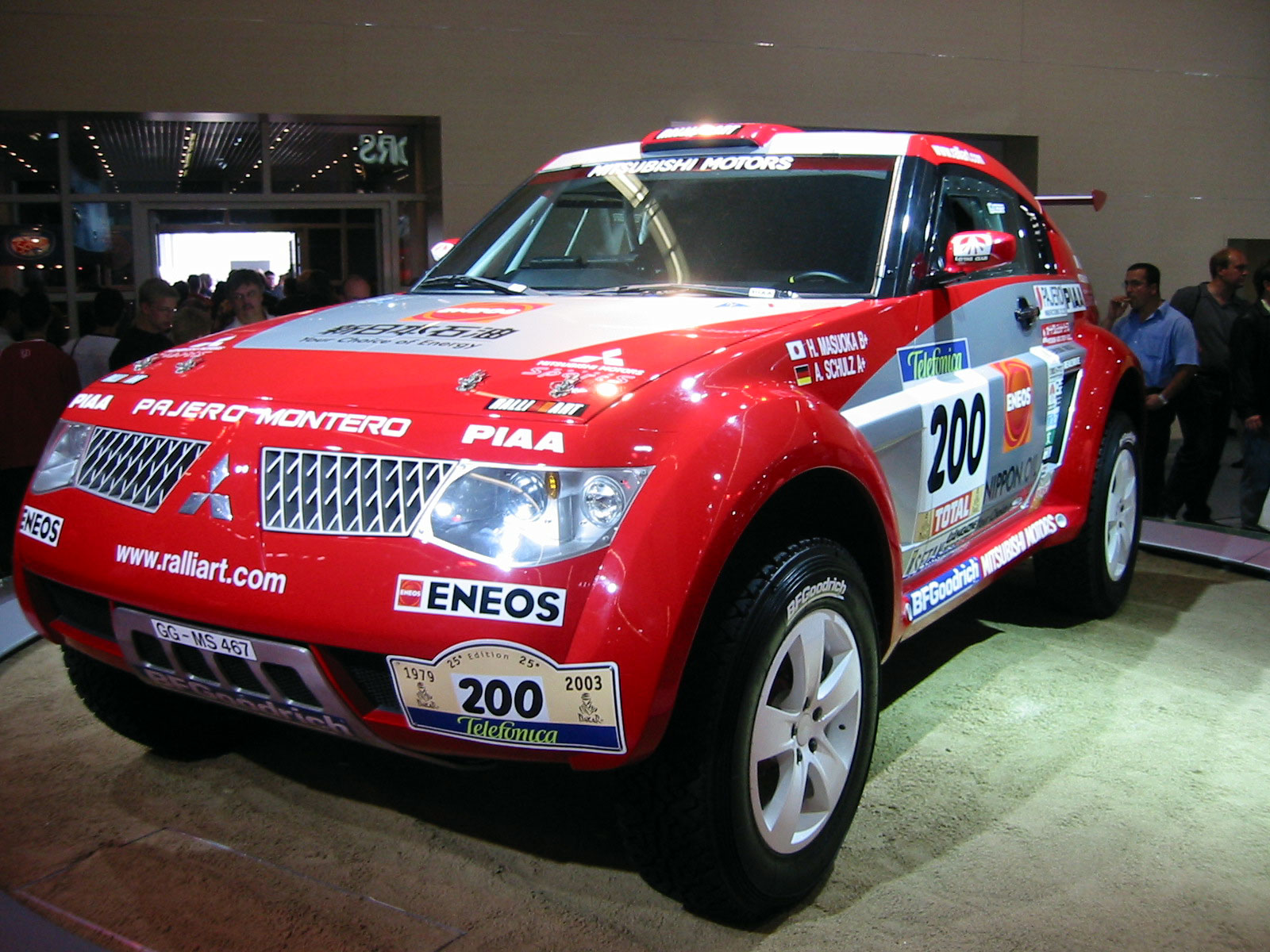
2003年ダカール・ラリー総合優勝車「パジェロエボリューション MPR10」

1979年からオフロードレースに出場し、1987年からダカール・ラリーに参戦している。そして2002年と2003年大会では、篠塚建次郎以来日本人2人目の総合優勝、および日本人初の連覇を果たした。2002年には埼玉県の「彩の国スポーツ功労賞」と地元・入間市の「元気な入間・生き生き功労賞」を受賞、「元気な入間・生き生き大使」を委嘱される。
ダカール・ラリーに参戦するために体力を鍛えているため、体力の数値は同世代の平均を上回っている。視力は裸眼で1.5を記録し、動体視力も優れているという。それでもジャン＝ルイ・シュレッサーの詭計により惜敗した後の2002年大会では、眼鏡をかけて2.5以上にまで強化していた。
2009年をもって、三菱自動車工業がダカール・ラリーからワークス・チームの撤退を発表したことに伴い、三菱とプロ契約を結んでいた増岡の去就が注目されていたが、結局2010年4月1日付で同社商品戦略本部上級エキスパートとして採用され、三菱自動車工業の社員となった。現在は同社のi-MiEVを用いたエコラン等のプロモーションを行う「燃費マスター」として活動している。2013年12月の異動で広報部と開発本部技術企画部の兼任となった。
2012年には3年ぶりにレースに復帰。i-MiEVエボリューションでパイクスピーク・インターナショナル・ヒルクライムにチーム監督兼ドライバーとして初参戦しEVクラスで2位という好成績をおさめた。翌2013年はモーター出力や空力性能を向上させた「MiEVエボリューションII」で参戦し同クラス2位、チームメイトのグレッグ・トレーシーが3位と優勝は逃したが、2年連続の好成績でチームの存在感を示している。その翌年にはさらに進化させた「MiEVエボリューションIII」を操り、9分12秒204でクラス2位（総合3位）を獲得した。
その後は引き続き、三菱自動車工業本社の広報と開発部にて勤務している。
2022年3月、タイの「タント・スポーツ」を母体とし、同年のアジアクロスカントリーラリーに出場する「チーム三菱ラリーアート」の総監督に就任することが発表された。

## ダカール・ラリー戦績
| 年時   | 順位                  | 車両                     | 備考 |
| ------ | --------------------- | ------------------------ | --- |
| 1987年 | 総合29位              | パジェロ                 | 初参戦 |
| 1988年 | DNF                   | パジェロ                 | |
| 1990年 | 総合10位 T2クラス優勝 | パジェロ                 | |
| 1991年 | 総合96位              | パジェロ                 | |
| 1992年 | 総合20位              | パジェロ                 | |
| 1993年 | DNF                   | パジェロ                 | |
| 1994年 | 総合4位 T2クラス優勝  | パジェロ                 | |
| 1995年 | 総合10位 T2クラス2位  | パジェロ                 | |
| 1996年 | 総合6位               | RVR（プロトタイプ）      | |
| 1997年 | 総合4位               | チャレンジャー           | |
| 1998年 | 総合4位               | チャレンジャー           | |
| 1999年 | 総合6位               | チャレンジャー           | |
| 2000年 | 総合6位               | パジェロエボリューション | |
| 2001年 | 総合2位               | パジェロ                 | 9日間総合首位を死守するも、ジャン＝ルイ・シュレッサーらライバルチームの妨害行為と主催者の走行時間の計時ミスにより総合2位となる（優勝は同僚のユタ・クラインシュミット）。 |
| 2002年 | 総合優勝              | パジェロ                 | 初優勝。三菱は総合優勝2連覇。 |
| 2003年 | 総合優勝              | パジェロエボリューション | 日本人初の2連覇。三菱は総合優勝3連覇。 |
| 2004年 | 総合2位               | パジェロエボリューション | 三菱は総合優勝4連覇を獲得。 第7ステージスタート前に強盗に銃口を突きつけらるトラブルに巻き込まれた:5。                                                                    |
| 2005年 | DNF                   | パジェロエボリューション | 1月10日の第10ステージで発生したエンジントラブルでリタイア。 |
| 2006年 | DNF                   | パジェロエボリューション | 1月3日の第3ステージで着地時の際、車体が一部損傷。短時間での修復が難しかったため、リタイア。                                                                              |
| 2007年 | 総合5位               | パジェロエボリューション | |
| 2008年 | DNS                   | パジェロエボリューション | モーリタニアの治安悪化のため大会が中止となった。 |
| 2009年 | DNF                   | レーシングランサー       | ボルト破損トラブルにより初日リタイア。 |

## ドライバーとしての他の活動
- 三菱自動車工業「アウトランダー」 - スペシャルサイト上で公開されているテストドライブの映像にテストドライバーとして出演してるだけでなく、CMでも江口洋介、武豊に続いて出演。
- 2003年から2006年にかけて販売された、3代目パジェロ（ロング）の特別仕様車「アクティブフィールドエディション」の歴代モデル開発に参加し、駆動系を中心にチューニングを行った。
- 4WD登坂キットを使用した傾斜45°体験イベントでデリカD:5・エクリプスクロス・パジェロ・アウトランダーを用いたドライバーとして、全国各地の三菱ディーラー等やモータースポーツイベント等で全国キャラバンイベントを行っている。

### CM
- 三菱自動車工業 アウトランダー 『増岡浩 出会い篇』 2006年1月5日から放映開始